# Qunu
Qunu är en by i distriktet O.R. Tambo i Östra kapprovinsen i Sydafrika. Qunu ligger omkring 32 kilometer sydväst om Mthatha, som var huvudstad i det tidigare hemlandet Transkei under apartheidtiden. Byn ligger vid riksväg N2 mellan Butterworth och Mthatha. År 2001 hade Qunu 213 invånare.
I Qunu finns Nelson Mandelamuseet.

## Nelson Mandela och Qunu
Den förra sydafrikanske presidenten Nelson Mandela föddes i byn Mvezo, 30 kilometer från Qunu, och växte upp i Qunu från två års ålder. I sin bok Den långa vägen till friheten beskrev Nelson Mandela Qunu som den plats på vilken han upplevt sin ungdoms lyckligaste år. 
Efter det att Nelson Mandela dragit sig tillbaka från politiken 1999 lät han bygga ett bostadshus i Qunu för att delvis tillbringa sin ålderdom där. De första åren bodde han mestadels i Johannesburg, men i juli 2011 flyttade han permanent till Qunu.
Nelson Mandela har uttryckt som sin önskan att bli begravd på familjens kyrkogård i Qunu. I samband med att Nelson Mandela i början av juni 2013 togs in på sjukhus för livshotande lungproblem, pågick stridigheter inom familjen om kvarlevorna av Mandelas tre avlidna och i Qunu begravda barn. Sonsonen Mandla Mandela, byäldste i Mvezo, hade 2011 flyttat kvarlevorna av barnen till en kyrkogård i Mvezo. Efter domstolsförhandlingar i Mthatha i början av juli 2013 lät myndigheterna återföra kvarlevorna till kyrkogården i Qunu.